# St. Martin (Welbhausen)

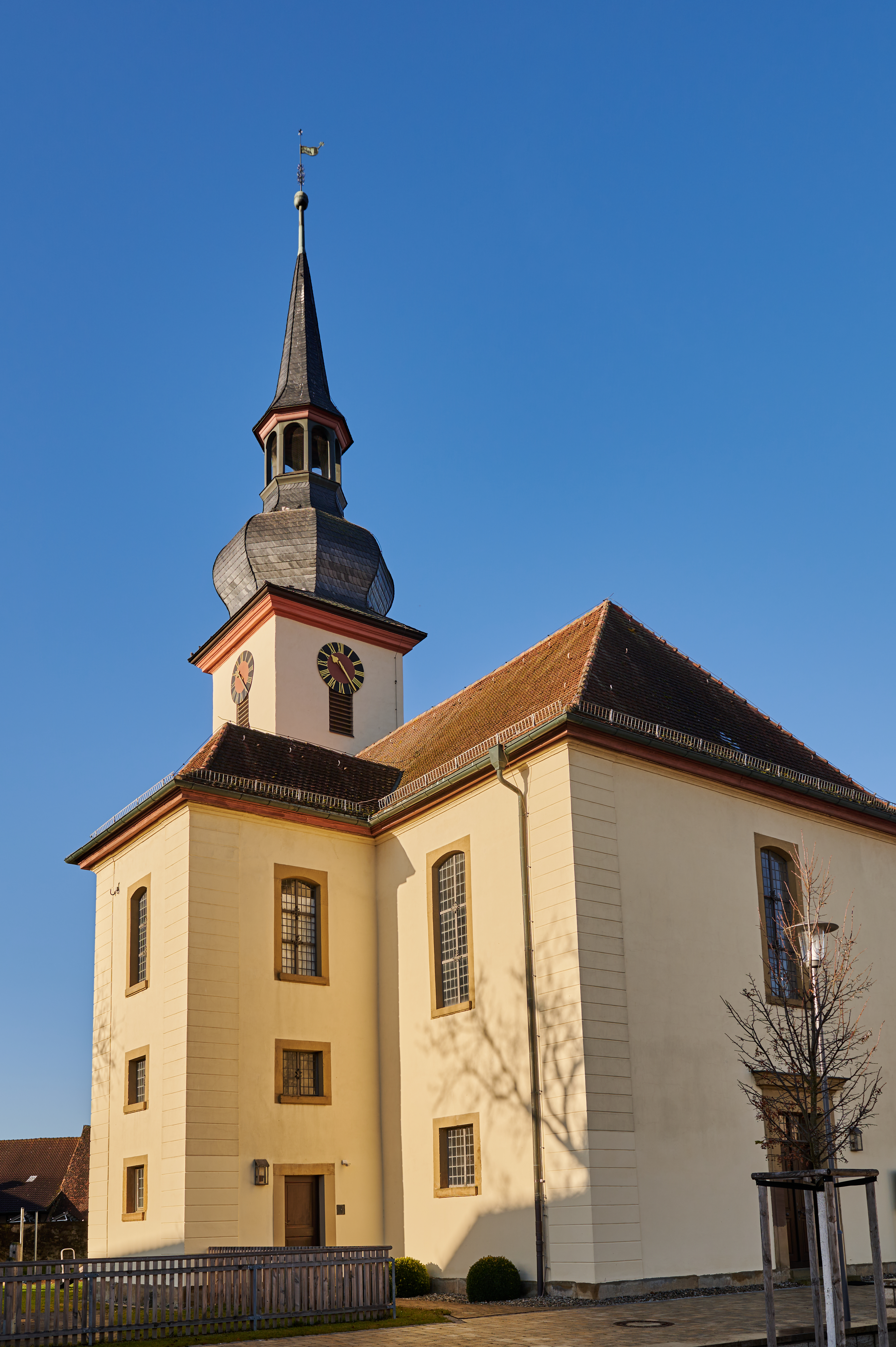
St. Martin (Welbhausen)

Die denkmalgeschützte, evangelisch-lutherische Filialkirche St. Martin steht in Welbhausen, einem Gemeindeteil der Stadt Uffenheim im Landkreis Neustadt an der Aisch-Bad Windsheim (Mittelfranken, Bayern). Die Kirche ist unter der Denkmalnummer D-5-75-168-126 als Baudenkmal in der Bayerischen Denkmalliste eingetragen. Die Kirchengemeinde gehört zur Pfarrei Wallmersbach im Dekanat Uffenheim im Kirchenkreis Ansbach-Würzburg der Evangelisch-Lutherischen Kirche in Bayern.

## Beschreibung
Die zweigeschossige Saalkirche wurde 1746/47 unter Beibehaltung des im Kern spätgotischen Kirchturms an der westlichen Schmalseite des Langhauses, der zu einer Wehrkirche gehörte, nach Plänen von Johann David Steingruber im Markgrafenstil gebaut. Das oberste Geschoss des mit einer schiefergedeckten Welschen Haube bedeckten Kirchturms beherbergt die Turmuhr und den Glockenstuhl. An der Südseite des Langhauses wurde ein Anbau zur Unterbringung der Sakristei, des Altars und der Orgel errichtet. 
Der Innenraum hat die für Predigtkirchen übliche Kirchenausstattung.